# Fair game (Scientology)
De term fair game ("vrij wild") wordt gebruikt om het beleid en de praktijken te beschrijven die worden uitgevoerd door de Scientologykerk tegenover mensen en groepen die het als zijn vijanden beschouwt. De oprichter van Scientology, L. Ron Hubbard, stelde het beleid vast in de jaren vijftig, als reactie op kritiek van zowel binnen als buiten zijn organisatie. Individuen of groepen die "fair game" zijn, worden beschouwd als een bedreiging voor de kerk en kunnen, volgens het beleid, met alle mogelijke middelen worden gestraft en lastiggevallen. In 1968, deed Hubbard het gebruik van de term "fair game" officieel in de ban vanwege de negatieve reputatie die het veroorzaakte, hoewel de agressieve reactie van de kerk op kritiek aanhield.
Door de principes van "fair game" toe te passen, richtten Hubbard en zijn volgelingen zich in de jaren zeventig op veel individuen evenals overheidsfunctionarissen en -agentschappen, waaronder de Internal Revenue Service (IRS). Ze voerden ook privé onderzoek uit, pleegden karaktermoord en namen gerechtelijke stappen tegen de critici van de kerk in de media. Het beleid is nog steeds van kracht en wordt door de Scientologykerk verdedigd als een religieuze praktijk.